# Butter-Fly
Butter-Fly (バタフライ Batafurai, n.đ. 'Bươm bướm') là đĩa đơn đầu tiên của Wada Kouji được phát hành vào ngày 23 tháng 4 năm 1999 tại Nhật Bản dưới dạng đĩa mini CD và tái bản theo định dạng CD Single vào ngày 1 tháng 8 năm 2004. Bài hát này được biết đến với vai trò là bài hát mở đầu anime Digimon Adventure và trở thành bài hát nổi tiếng gắn liền với loạt anime Digimon cũng như bản thân Kouji.
Nhân kỷ niệm 100 năm khai sinh Anime Nhật Bản (1917-2017), đài truyền hình NHK đã mở một cuộc khảo sát bình chọn để tìm ra 100 bộ anime hay nhất mọi thời đại từ ngày 12 tháng 12 năm 2016 đến ngày 10 tháng 2 năm 2017. Sau khi kết thúc bình chọn vào ngày 18 tháng 2 năm 2017, bài hát Butter-Fly đã đứng vị trí thứ 5 trong top 100 bài hát nhạc phim hay nhất. Trong khi đó, bộ anime gắn liền với bài hát này là Digimon Adventure cũng nằm trong top 100 bộ anime hay nhất mọi thời đại và đứng ở vị trí thứ 18 sau khi được công bố kết quả này vào ngày 3 tháng 5 năm 2017.

## Tổng quan
Đĩa đơn được sản xuất bởi Watanabe Cheru, phát hành vào ngày 23 tháng 4 năm 1999 tại Nhật Bản bởi T.Y.Entertainment và thu âm bởi KING RECORD dưới dạng mini-đĩa đơn CD đường kính 8 cm. Sau đó đĩa đơn được tái bản vào ngày 1 tháng 8 năm 2004 dưới dạng đĩa đơn CD.
Bài Butter-Fly được đưa vào sử dụng trên truyền hình với các vai trò như:
- Bài hát mở đầu anime Digimon Adventure được phát sóng trên Fuji TV.
- Bài hát lồng trong anime Digimon Adventure và Digimon Adventure 02 được phát sóng trên Fuji TV.
- Bài hát mở đầu phim điện ảnh Digimon Adventure: Our War Game! do Toei Animation sản xuất và khởi chiếu vào tháng 3 năm 2000.

Bài Seven được đưa vào sử dụng với vai trò bài hát lồng trong anime Digimon Adventure.

## Danh sách bài hát
Toàn bộ phần nhạc của đĩa đơn được hòa âm bởi Watanabe Cheru.
| STT              | Nhan đề                         | Phổ lời          | Phổ nhạc         | Thời lượng |
| ---------------- | ------------------------------- | ---------------- | ---------------- | ---------- |
| 1.               | "Butter-Fly" (バタフライ)       | Chiwata Hidenori | Chiwata Hidenori | 4:18       |
| 2.               | "Seven"                         | Koyama Kouhei    | Koyama Kouhei    | 4:17       |
| 3.               | "Butter-Fly (Original Karaoke)" |                  | Chiwata Hidenori | 4:18       |
| 4.               | "Seven (Original Karaoke)"      |                  | Koyama Kouhei    | 4:17       |
| Tổng thời lượng: | Tổng thời lượng:                | Tổng thời lượng: | Tổng thời lượng: | 17:12      |

## Các phiên bản

### Phiên bản trong anime
Ngoài phiên bản gốc, trong Digimon Adventure còn xuất hiện phiên bản đệm đàn piano của bài Butter-Fly trong tập 53 của bộ phim, đồng thời, nó còn được phát hành trong album Digimon Adventure Best Hit Parade. Riêng về phim điện ảnh cũng có phiên bản điện ảnh của bài hát này, phiên bản này được sử dụng làm bài kết thúc bộ phim điện ảnh cùng tên của mùa đầu tiên khởi chiếu vào ngày 6 tháng 3 năm 1999. Ngoài ra, phiên bản điện ảnh bài Butter-Fly cũng được lồng trong cuối tập 54 của sê-ri Digimon Adventure. Sau đó phiên bản này còn được tái xuất trong phiên bản giới hạn của đĩa đơn The Biggest Dreamer cho bộ phim điện ảnh thứ hai của sê-ri Digimon Tamers. Nhân kỉ niệm nhạc phim Digimon chạm mốc 100 tiêu đề bài nhạc phim kể từ khi ra mắt mùa đầu tiên của sê-ri, album Digimon Music 100 Title Commemoration Release We Love DiGiMONMUSiC được phát hành vào ngày 25 tháng 12 năm 2002. Trong đó, bài Butter-Fly có thêm phiên bản kỉ niệm nhân sự kiện này với sự trình bày của Kikuchi Masami, Tenjin Umi, Kazama Youto, Fujita Toshiko, Yamaguchi Mayumi, Sakamoto Chika, Sakurai Takahiro và Takeuchi Junko (tương ứng với các nhân vật Kido Jou, Izumi Koushiro, Ishida Yamato, Yagami Taichi, Gabumon, Agumon, Tentomon và Gomamon trong Digimon Adventure) cùng với bài hát này phiên bản gốc của Wada Kouji trong đĩa đầu tiên của album kỉ niệm này. Về nội dung, Butter-Fly phiên bản kỉ niệm có sự kết hợp giữa bản gốc và bản điện ảnh của bài hát này.
Riêng bài Seven cũng xuất hiện thêm phiên bản hát mộc (Acoustic). Cũng như một số phiên bản của bài Butter-Fly, ngoài được lồng vào tập 44 của Digimon Adventure,  phiên bản này còn được phát hành trong album Digimon Adventure Single Hit Parade.

### Butter-Fly ~Strong Version~
Butter-Fly ~Strong Version~ (バタフライ ストロング・バージョン Batafurai Sutorongu Bājon) là đĩa đơn thứ 12 của Wada Kouji. Nó được phát hành vào ngày 22 tháng 4 năm 2009 nhân kỉ niệm 10 năm sự nghiệp của mình và kỉ niệm 10 năm phát hành đĩa đơn đầu tay cùng tên. Phiên bản này được phân phối bởi T.Y.Entertainment và phân phối bởi KING RECORD.
| STT              | Nhan đề                                                           | Phổ lời          | Phổ nhạc         | Thời lượng |
| ---------------- | ----------------------------------------------------------------- | ---------------- | ---------------- | ---------- |
| 1.               | "Butter-Fly ~Strong Version~" (バタフライ ストロング・バージョン) | Chiwata Hidenori | Chiwata Hidenori | 4:30       |
| 2.               | "Seven ~10th Memorial Version~"                                   | Koyama Kouhei    | Koyama Kouhei    | 4:37       |
| 3.               | "Butter-Fly ~Strong Version~ (Original Karaoke)"                  |                  | Chiwata Hidenori | 4:30       |
| 4.               | "Seven ~10th Memorial Version~ (Original Karaoke)"                |                  | Koyama Kouhei    | 4:37       |
| Tổng thời lượng: | Tổng thời lượng:                                                  | Tổng thời lượng: | Tổng thời lượng: | 18:14      |

### Butter-Fly ~tri. Version~
Butter-Fly ~tri. Version~ (バタフライ トライ・バージョン Batafurai Torai Bājon) là đĩa đơn thứ 17 của Wada Kouji. Nó được phát hành vào ngày 25 tháng 11 năm 2015 dành đặc biệt cho Digimon Adventure tri. khi bài hát Butter-Fly một lần nữa được chọn làm bài hát mở đầu cho loạt series phim này. Trước đó, dự án này được giới thiệu trong sự kiện kỉ niệm 15 năm phát sóng seires Digimon Adventure (1999—2014) cũng như đánh dấu sự trở lại lần thứ hai của anh vào năm 2013. Phiên bản tri. của bài Butter-Fly được phân phối bởi Dolly Music Publishing và phân phối bởi KING RECORD.
Bài hát này được hòa âm bởi Tamaki Chihiro
| STT              | Nhan đề                                                     | Phổ lời          | Phổ nhạc         | Thời lượng |
| ---------------- | ----------------------------------------------------------- | ---------------- | ---------------- | ---------- |
| 1.               | "Butter-Fly ~tri. Version~" (バタフライ トライ・バージョン) | Chiwata Hidenori | Chiwata Hidenori | 3:47       |
| 2.               | "Butter-Fly ~tri. Version~ (Original Karaoke)"              |                  | Chiwata Hidenori | 3:43       |
| Tổng thời lượng: | Tổng thời lượng:                                            | Tổng thời lượng: | Tổng thời lượng: | 7:30       |

### Seven ~tri. Version~
Seven ~tri. Version~ (セブン トライ・バージョン Sebun Torai Bājon) là đĩa đơn thứ 18 của Wada Kouji. Nó được phát hành vào ngày 30 tháng 3 năm 2016 dành đặc biệt cho Digimon Adventure tri. khi bài hát Seven được chọn làm bài hát kết thúc cho cho phần thứ hai loạt series phim này. Phiên bản này có sự tham gia hòa âm của Miyazaki Ayumi và Maeda Ai trong phần điệp khúc. Phiên bản tri. của bài Seven được phân phối bởi Dolly Music Publishing và phân phối bởi KING RECORD. Thế nhưng sau đó, Kouji qua đời vào ngày 3 tháng 4 vì ung thư vòm họng chỉ sau 5 ngày phát hành đĩa đơn này. Vì vậy, nó chính là đĩa đơn cuối cùng của anh.
Bài hát này được hòa âm bởi Watanabe Cheru
| STT              | Nhan đề                                            | Phổ lời          | Phổ nhạc         | Thời lượng |
| ---------------- | -------------------------------------------------- | ---------------- | ---------------- | ---------- |
| 1.               | "Seven ~tri. Version~" (セブン トライ・バージョン) | Koyama Kouhei    | Koyama Kouhei    | 4:17       |
| 2.               | "Seven ~tri. Version~ (Original Karaoke)"          |                  | Koyama Kouhei    | 4:11       |
| Tổng thời lượng: | Tổng thời lượng:                                   | Tổng thời lượng: | Tổng thời lượng: | 8:28       |

### Phiên bản quốc tế
Bài hát đã được dịch ra nhiều thứ tiếng và trình bày bởi nhiều Ca sĩ khác nhau trên Thế giới:
- Trung Quốc: 
  - Tiếng Quan thoại: 振翅高飛 - Tài Bộ Hữu Huy
  - Tiếng Quảng Đông: 自動勝利Let's Fight - Trịnh Y Kiện
- Hàn Quốc: 디지몬 어드벤처 - Hong Jong Myeong
- Thái Lan: ปีกรัก (Butter-Fly)
- Ý: Digimon - Manga Boys
- Tây Ban Nha: Si tú lo deseas - César Franco

## Từ các album khác
Ngoài trong đĩa đơn phiên bản gốc, cả hai bài Butter-Fly và Seven còn xuất hiện trong hai album của Wada Kouji và một số album nhạc phim Digimon.
| STT                     | Tên Album                                                          | Thứ tự bài hát trong đĩa đơn (bản gốc) | Thứ tự bài hát trong đĩa đơn (bản gốc) | Thứ tự bài hát trong đĩa đơn (bản gốc) | Thứ tự bài hát trong đĩa đơn (bản gốc) | Ghi chú                                                                                         |
| STT                     | Tên Album                                                          | 1                                      | 2                                      | 3                                      | 4                                      | Ghi chú                                                                                         |
| Album của Wada Kouji    | Album của Wada Kouji                                               | Album của Wada Kouji                   | Album của Wada Kouji                   | Album của Wada Kouji                   | Album của Wada Kouji                   | Album của Wada Kouji                                                                            |
| ----------------------- | ------------------------------------------------------------------ | -------------------------------------- | -------------------------------------- | -------------------------------------- | -------------------------------------- | ----------------------------------------------------------------------------------------------- |
| 1                       | All of My Mind                                                     | ☑                                      | ☑                                      |                                        |                                        |                                                                                                 |
| 2                       | The Best Selection ~ Welcome Back!                                 | ☑                                      | ☑                                      |                                        |                                        |                                                                                                 |
| Album nhạc phim Digimon |                                                                    |                                        |                                        |                                        |                                        |                                                                                                 |
| 1                       | Digimon Adventure Single His Parade                                | ☑                                      | ☑                                      |                                        |                                        |                                                                                                 |
| 2                       | Digimon Adventure Best His Parade                                  | ☑                                      | ☑                                      |                                        |                                        |                                                                                                 |
| 3                       | Digimon Adventure Cute Beat Club                                   | ☑                                      | ☑                                      |                                        |                                        |                                                                                                 |
| 4                       | Digimon Insert Song Best Evolution                                 | ☑                                      | ☑                                      |                                        |                                        | Butter-Fly phiên bản đệm Piano Seven phiên bản hát mộc (Acoustic)                               |
| 5                       | DIGIMON HISTORY 1999-2006 ALL THE BEST                             | ☑                                      |                                        |                                        |                                        |                                                                                                 |
| 6                       | Digimon Music 100 Title Commemoration Release We Love DiGiMONMUSiC | ☑                                      |                                        |                                        |                                        | Kèm theo bản kỉ niệm của các nhân vật nam chính trong Digimon Adventure (trừ Takeru và Patamon) |
| 7                       | Digimon Super Evolution Best!                                      | ☑                                      |                                        |                                        |                                        |                                                                                                 |
| 8                       | Digimon Super Evolution Best! 2                                    | ☑                                      |                                        |                                        |                                        |                                                                                                 |
| 9                       | Digimon Opening Best Spirit                                        | ☑                                      |                                        | ☑                                      |                                        | Bao gồm cả bản gốc, bản truyền hình, bản chiếu rạp và bản piano                                 |
| 10                      | Digimon Movie Song Collection                                      | ☑                                      |                                        |                                        |                                        | Bao gồm cả bản gốc và bản chiếu rạp                                                             |
| 11                      | Digimon Theme Songs: Original Karaoke Best 15                      |                                        |                                        | ☑                                      | ☑                                      |                                                                                                 |